# Herb gminy Bojszowy
Herb gminy Bojszowy – symbol gminy Bojszowy, ustanowiony 14 września 1991.

## Wygląd i symbolika
Herb przedstawia na tarczy w polu srebrnym  scenę chrztu Jezusa przez św. Jana Chrzciciela. W podstawie herbu murawa zielona, na niej z lewa w skos pas błękitny symbolizujący rzekę, na jej brzegu po lewej pojedyncze drzewo palmowe, po prawej sylwetka kościoła o czerwonych murach i błękitnym dachu. Postaci Jezusa i Jana barwy złotej (żółtej), Jezus do połowy zanurzony w rzece. W niektórych wersjach nad tarczą belka srebrna z czarnym napisem BOJSZOWY. 
Godło herbowe znane z odcisku pieczęci gminnej z 1860 roku. Nawiązuje do historii Bojszów i rodu Bibersteinów – dziedziców miejscowości. Jan Biberstein w 1580 roku ufundował świątynię katolicką i wspierał katolicyzm, przez co Bojszowy oparły się reformacji. Być może Jan Chrzciciel z herbu przedstawia samego Jana Bibersteina, Jezus zaś symbolizuje miejscową ludność. Przy takiej interpretacji przedstawiona w herbie rzeka nie jest Jordanem, a miejscową Gostynką, za czasów Jana Bibersteina zwaną Gościną. Roślina przedstawiona jako palma może natomiast symbolicznie przedstawiać dąb Świętojan z parku bojszowskiego, rosnący od czasów początku wsi, czyli 1368 roku.